# 譚先召
谭先召，字宾纶，贵州平坝卫人。明末政治人物。

## 生平
崇祯十五年（1642年）贵州乡试第一名举人。南明官叙州府知府，见南明大势已去，归隐教书。永历元年（清顺治四年，1647年），清兵至遵义，驱逐张献忠部将孙可望，可望西逃，先召兄先哲率众固守东长冲囤，可望兵破囤，先哲夫妻皆遇害。先召安葬兄嫂，扶养子女。年八十而卒。

## 著作
著作有《平坝志》。《黔诗纪略》录其诗三首。